# فینال لیگ قهرمانان اروپا ۱۹۹۴
فینال لیگ قهرمانان اروپا ۱۹۹۴، رقابت پایانی لیگ قهرمانان اروپا در سال ۱۹۹۴ میلادی است که مابین دو تیم باشگاه فوتبال آ. ث. میلان و باشگاه فوتبال بارسلونا در ورزشگاه المپیک آتن، آتن برگزار شده‌است.
این مسابقه که در تاریخ ۱۸ مه ۱۹۹۴ انجام شده‌است با نتیجه ۴ بر ۰ به سود تیم باشگاه فوتبال آ. ث. میلان با مربیگری فابیو کاپلو به پایان رسید و پنجمین قهرمانی میلان در این مسابقات به ثبت رسید.  گلهای تیم میلان را در این بازی دانیله ماسارو (2+45 و 22)، دژان ساویسویچ (47) و مارسل دسایی (58) به ثمر رساندند.